# 질량 순 항성 목록
아래 표는 지금까지 관측된 항성들 중 질량이 큰 항성들을 순서대로 정렬한 것이다. 단위는 태양 질량(M☉)이다.

## 불확실성과 주의 사항
아래에 나열된 대부분의 질량은 논쟁의 여지가 있으며 현재 연구 주제이므로 계속 검토되고 질량 및 기타 특성이 지속적으로 수정된다. 실제로 아래 표에 나열된 질량 중 상당수는 별의 온도와 절대 밝기에 대한 어려운 측정을 사용하는 이론을 통해 추론되었다. 아래 나열된 질량은 모두 불확실하다. 이론과 측정 모두 현재 지식과 기술의 한계를 밀어붙이고 있으며 이론과 측정 모두 부정확할 수 있다. 예를 들어 세페우스자리 VV는 사용된 별의 특성에 따라 25–40 M☉ 또는 100 M☉ 사이일 수 있다.

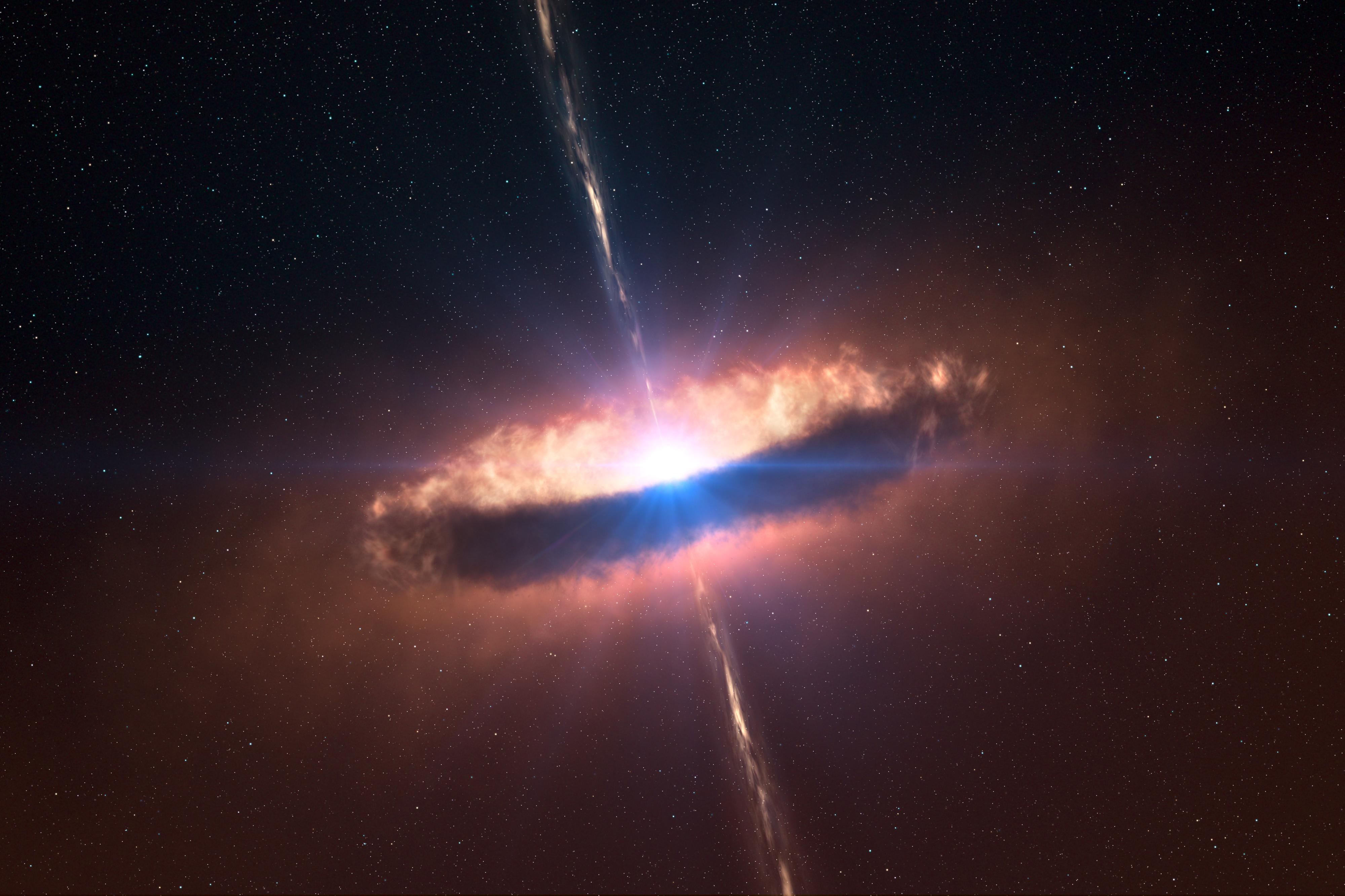
무거운 별을 가리는 주의의 원반의 작가의 표현.

### 거리와 먼지로 인한 가려짐의 문제
거대한 별은 드물기 때문에 천문학자들은 이를 찾으려면 지구에서 아주 멀리 떨어진 곳을 관찰해야 하며 나열된 모든 별은 수천 광년 떨어져 있으므로 측정이 어렵다. 멀리 떨어져 있는 것 외에도 엄청난 질량을 가진 많은 별들은 극도로 강력한 항성풍에 의해 생성된 가스 구름으로 둘러싸여 있으며 주변 가스는 이미 얻기 어려운 항성의 온도와 밝기 측정을 방해하여 내부 화학 조성과 구조를 추정하는 문제를 크게 복잡하게 만든다. 이러한 방해로 인해 매개변수 계산이 어려워진다.

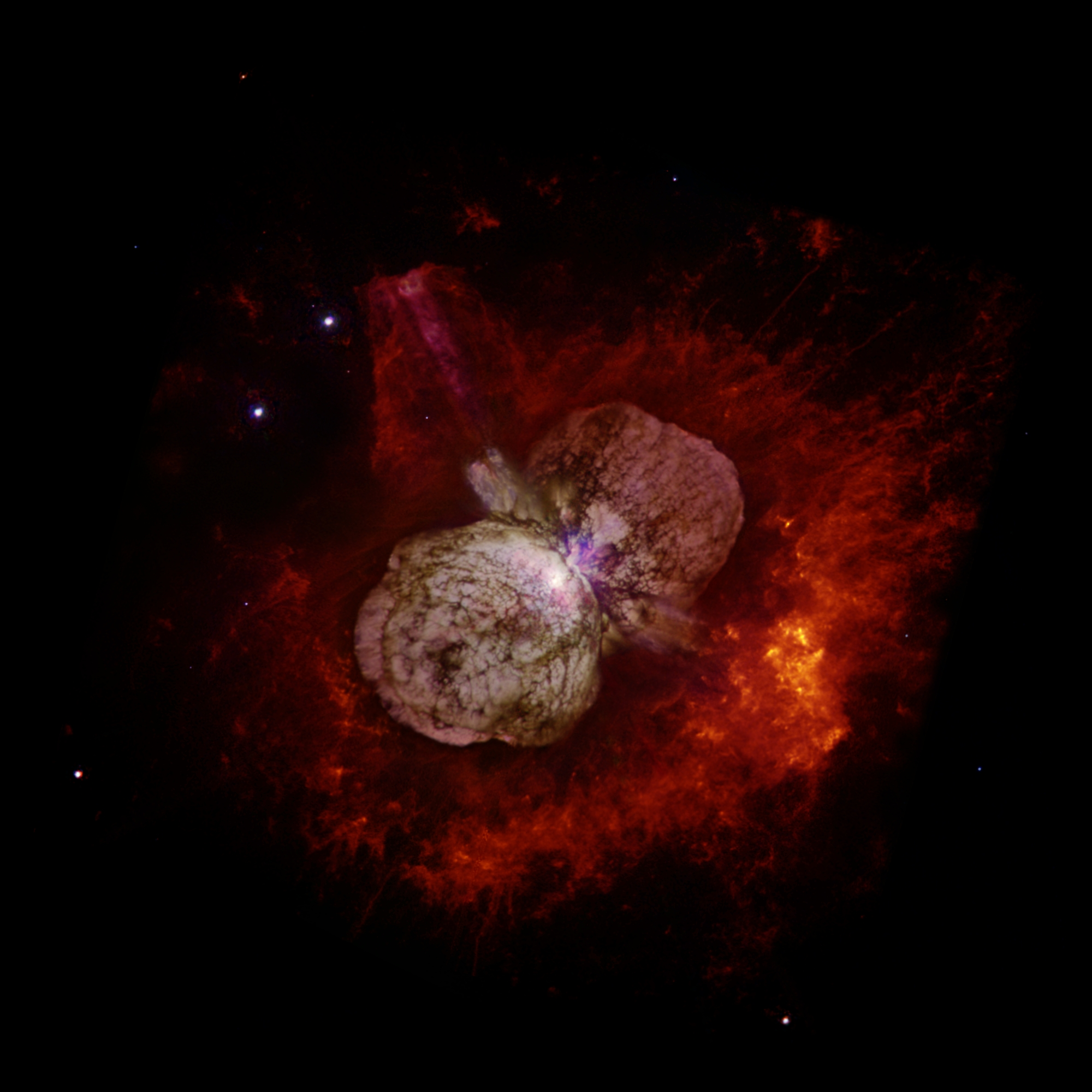
용골자리 에타는 이중의 둥근 돌출부 모양 먼지 구름 속에 숨겨진 밝은 점으로 바이어 부호를 받은 가장 무거운 별이다. 적어도 지난 수십 년 동안 두 개의 별인 것이 발견되었다.

먼지의 가림과 먼 거리로 인해 별이 단일 초중량 별인지 아니면 다중성계인지 판단하기가 어렵다. 아래에 나열된 많은 "별"들은 실제로 망원경으로 구별하기에는 너무 가깝게 공전하는 두 개 이상의 별이라 각 별도 그 자체로 무겁지만 이 목록에 있거나 맨 위에 있을 정도로 "초중량"은 아닐 수 있다. 다른 조합도 가능한데 예를 들어 하나 이상의 작은 동반성이 있는 초중량 별이거나 하나 이상의 거대한 별이 있을 수 있지만 주변 먼지 내부를 볼 수 없으면 진실을 알기가 어렵다.
보다 전체적으로 항성에 대한 통계에 따르면 질량 상한은 100-200 태양질량 범위에 있는 것으로 나타나므로 이 범위를 초과하는 모든 질량 추정치는 의심스럽다.

### 드문 신뢰 가능한 추정치
식쌍성은 질량이 어느 정도 확실하게 추정되는 유일한 별이지만 아래 표에 나열된 거의 모든 질량은 간접적인 방법으로 추론되었다. 표에 있는 천체의 질량 중 소수만이 식쌍성계를 이용하여 결정되었다.
수록된 질량 중 신뢰도가 가장 높은 것은 식쌍성 NGC 3603-A1, WR 21a 및 WR 20a의 질량이다. 세 천체 모두 궤도 측정을 통해 질량을 얻었는데 여기에는 시선속도와 광도곡선을 측정하는 작업이 포함된다. 시선속도는 기울기에 따라 질량의 최소값만을 산출하지만 식쌍성의 광도곡선은 누락된 정보, 즉 우리 시선에 대한 궤도 경사각을 제공한다.

### 항성진화의 관련성
일부 별은 한때 오늘날보다 더 무거웠을 수도 있고 많은 큰 별들이 상당한 질량 손실(어쩌면 태양 질량의 수십 배 까지도)을 겪었을 가능성이 높다. 이 질량은 뜨거운 광구에 의해 성간 공간으로 이동하는 고속 항성풍인 슈퍼윈드에 의해 방출되었을 수 있다. 이 과정은 근처의 성간 물질과 상호 작용하고 수소나 헬륨보다 무거운 원소를 해당 지역에 주입하는 별 주위에 확대된 확장된 외피를 형성한다.
목록에 존재했지만 더 이상 별로 존재하지 않거나 의사 초신성인 별도 있으며 오늘날 우리는 그 잔해만을 볼 수 있다. 이러한 파괴적인 사건의 원인이 된 전구별의 질량은 초신성 유형과 방출된 에너지를 통해 추정할 수 있지만 해당 질량은 여기에 나열되어 있지 않다(아래 § 블랙홀 참조).

### 질량 한계
별의 질량이 얼마나 클 수 있는지에 대한 두 가지 관련 이론적 한계가 있는데 바로 강착 한계와 에딩턴 질량 한계다. 강착 한계는 별 형성과 관련이 있는데 원시별에 약 120 M☉이 강착된 후에는 발생하는 열이 더 이상 들어오는 물질을 밀어낼 만큼 충분히 뜨거워져야 하고 실제로 원시별은 새로운 물질을 얻는만큼 빠르게 물질을 잃는 지점에 도달한다. 에딩턴 한계는 이미 형성된 별의 중심에서 나오는 광압에 기초하는데 질량이 ~150 M☉을 넘어 증가하면 종족I 별의 중심에서 방출되는 빛의 강도는 바깥쪽으로 밀어내는 광압이 안으로 끌어당기는 중력을 이겨내기에 충분해지고 이에 따라 중력이 안쪽으로 당기고 이에 따라 별 표면의 물질은 자유롭게 우주로 떠내려갈 수 있게 된다.

#### 강착 한계
천문학자들은 원시별이 120 M☉ 이상의 크기로 성장하면 급격한 일이 일어나야 한다는 가설을 오랫동안 생각해 왔다. 매우 초기의 종족III 별에 대해서는 한계가 확장될 수 있고 정확한 값은 불확실하지만 150-200M☉ 이상의 별이 여전히 존재한다면 항성진화에 대한 현재 이론에 도전하게 될 것이다.
천문학자들은 현재 우리은하에서 가장 밀도가 높은 것으로 알려진 성단인 아치스 성단을 연구하면서 해당 성단에 약 150 M☉을 초과하는 별이 없음을 확인했다.

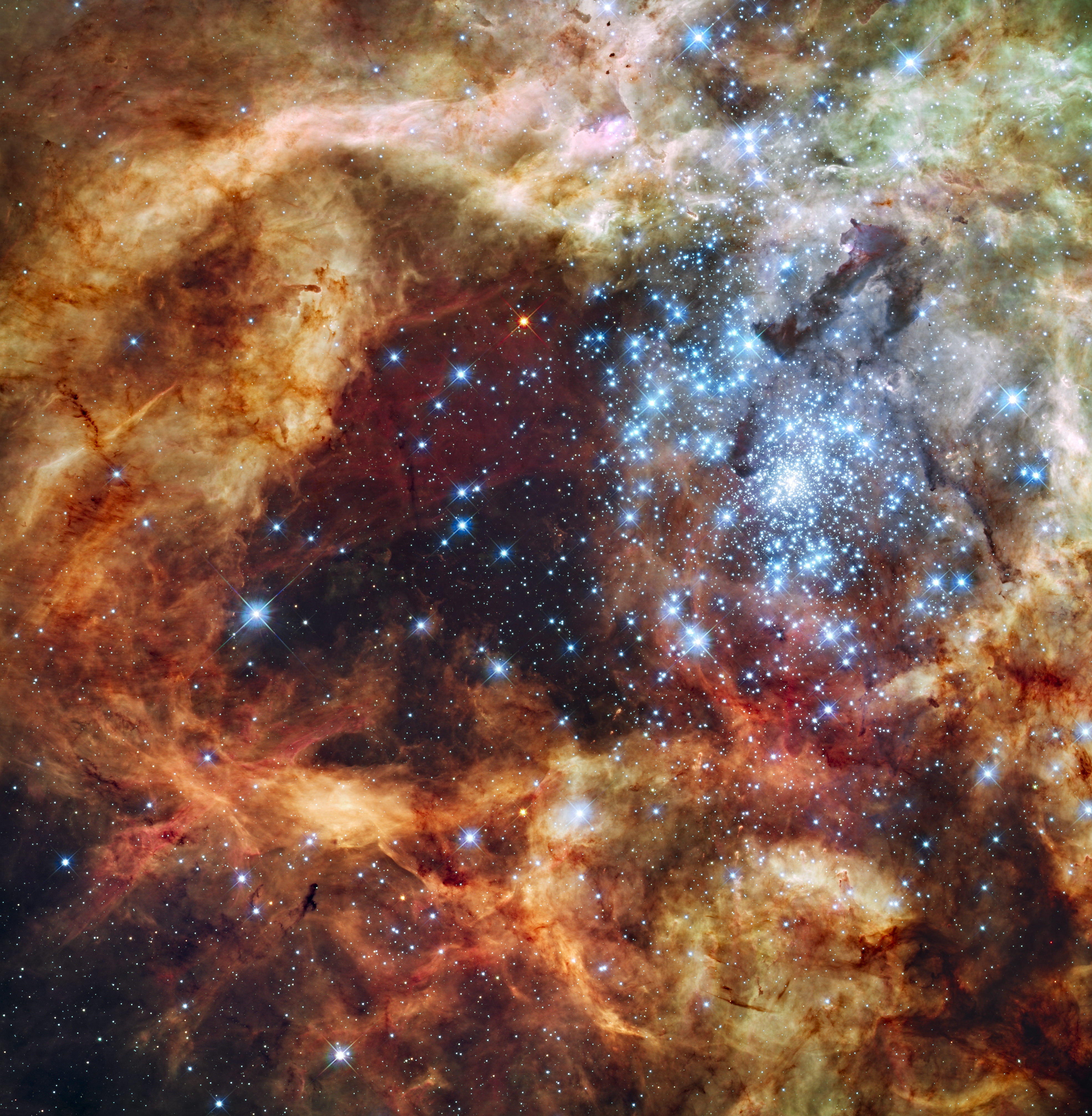
R136 성단은 젊고 뜨겁고 푸른 별들로 이루어진 비정상적으로 밀집된 성단이다.

이 한계를 초과하는 희귀 초중량별(예: R136 성단의 별)은 다음 안으로 설명될 수 있다: 젊고 불안정한 다중성계에서 가까운 궤도에 있는 무거운 별 쌍 중 일부는 충돌을 일으킬 수 있는 비정상적인 상황이 발생하면 특정 경우 때때로 충돌하고 합쳐져야 한다.

#### 에딩턴 질량 한계
항성 질량에 대한 에딩턴의 한계는 광압 때문에 발생하는데 충분히 질량이 큰 별의 경우 별 중심핵의 핵융합에 의해 생성된 복사 에너지의 바깥으로 밀어내는 힘은 자체 중력이 안으로 끌어당기는 힘을 초과하게 된다. 이 효과가 시작되는 가장 낮은 질량이 에딩턴 한계다.
질량이 더 큰 별은 중심핵의 에너지 생성률이 더 높으며 무거운 별의 광도는 질량 증가보다 훨씬 더 증가한다. 에딩턴 한계는 별이 스스로 해체되거나 적어도 내부 에너지 생성을 더 낮고 유지 가능한 속도로 줄일 수 있을 만큼 충분한 질량을 버려야 하는 지점이다. 실제 한계점은 별의 가스가 얼마나 불투명한지에 따라 달라지며 금속이 풍부한 종족I 별은 금속이 부족한 종족II 별보다 질량 한계가 더 낮다. 소멸되기 전에는 금속이 없는 가상의 종족III 별은 약 300 M☉ 정도의 가장 높은 허용 질량을 가졌을 것이다.
이론적으로 더 무거운 별은 항성 물질의 유출로 인한 질량 손실로 인해 스스로를 지탱할 수 없다. 실제로 이론적인 에딩턴 한계는 광도가 높은 별에 대해 수정되어야 하며 경험적인 험프리스-데이비슨 한계가 대신 사용된다.

## 목록
| 볼프-레이에별   |
| 밝은 청색변광성 |
| O형 항성        |
| B형 항성        |

다음 두 목록은 산개성단, OB 성협, H II 영역의 별을 포함하여 알려진 별 중 몇 가지를 수록한다. 목록의 상당수의 별들은 높은 광도에도 불구하고 맨눈으로 관찰하기에는 너무 멀리 떨어져 있으며 적어도 맨눈으로 가끔 볼 수 있는 별은 겉보기 등급(6.5 이상)이 파란색으로 강조되어 있다.

첫 번째 목록은 60 M☉ 이상으로 추정되는 별으로 그 중 대부분이 수록되며 두 번째 목록에는 비교를 위해 60 M☉ 미만의 주목할만한 별이 수록되어 있다. 데이터의 불확실성에 대한 정보를 제공하기 위해 각 별의 질량을 결정하는 데 사용되는 방법이 포함되어있으며 쌍성의 질량은 훨씬 더 정확하게 결정될 수 있다. 아래 나열된 질량은 별의 초기 질량이 아닌 현재 질량이다.
| 항성 이름                                                     | 질량 (M☉, 태양 = 1) | 대략 태양계로부터의 거리(광년) | 겉보기등급           | 유효온도 (K)  | 분석 방식              | 링크   | 참고문헌                 |
| ------------------------------------------------------------- | ------------------- | ------------------------------ | -------------------- | ------------- | ---------------------- | ------ | ------------------------ |
| BAT99-98 (대마젤란 은하의 타란툴라 성운에 존재)               | 226                 | 165,000                        | 13.37                | 45,000        | 분광법                 | SIMBAD | [ 5 ] [ 6 ]              |
| R136a1 (대마젤란 은하의 타란툴라 성운에 존재)                 | 196                 | 163,000                        | 12.23                | 46,000        | 항성진화 모델          | SIMBAD | [ 7 ] [ 8 ]              |
| 멜닉 42 (대마젤란 은하의 타란툴라 성운에 존재)                | 189                 | 163,000                        | 12.78                | 47,300        | 분광법                 | SIMBAD | [ 9 ] [ 6 ]              |
| VFTS 1022 (대마젤란 은하의 타란툴라 성운에 존재)              | 178                 | 164,000                        | 13.47                | 42,200        | 분광법                 | SIMBAD | [ 9 ] [ 6 ]              |
| 웨스터하우트 51-57 (웨스터하우트 51에 존재)                   | 160                 | 20,000                         | 16.66 (J 대역)       | 42,700        | 항성진화 모델          |        | [ 10 ]                   |
| R136a3 (대마젤란 은하의 타란툴라 성운에 존재)                 | 155                 | 163,000                        | 12.97                | 50,000        | 항성진화 모델          | SIMBAD | [ 7 ] [ 8 ]              |
| VFTS 682 (대마젤란 은하의 타란툴라 성운에 존재)               | 153                 | 164,000                        | 16.08                | 52,200        | 분광법                 | SIMBAD | [ 11 ] [ 6 ]             |
| HD 15558 A (하트 성운의 IC 1805에 존재)                       | 152                 | 24,400                         | 7.87 (연성계 전체)   | 39,500        | 케플러의 법칙 (쌍성)   | SIMBAD | [ 12 ] [ 13 ]            |
| R136a2 (대마젤란 은하의 타란툴라 성운에 존재)                 | 151                 | 163,000                        | 12.34                | 50,000        | 항성진화 모델          | SIMBAD | [ 7 ] [ 8 ]              |
| 웨스터하우트 51-3 (웨스터하우트 51에 존재)                    | 148                 | 20,000                         | 17.79 (J 대역)       | 39,800        | 항성진화 모델          | SIMBAD | [ 10 ]                   |
| 멜닉 34 A (대마젤란 은하의 타란툴라 성운에 존재)              | 147                 | 163,000                        | 13.09 (연성계 전체)  | 53,000        | 케플러의 법칙 (쌍성)   | SIMBAD | [ 14 ] [ 6 ]             |
| VFTS 482 (대마젤란 은하의 타란툴라 성운에 존재)               | 145                 | 164,000                        | 12.95                | 42,200        | 분광법                 | SIMBAD | [ 9 ] [ 6 ]              |
| R136c (대마젤란 은하의 타란툴라 성운에 존재)                  | 142                 | 163,000                        | 13.43                | 51,000        | 항성진화 모델          | SIMBAD | [ 15 ] [ 6 ]             |
| VFTS 1021 (대마젤란 은하의 타란툴라 성운에 존재)              | 141                 | 164,000                        | 13.35                | 39,800        | 분광법                 | SIMBAD | [ 9 ] [ 6 ]              |
| LH 10-3209 A (대마젤란 은하의 NGC 1763에 존재)                | 140                 | 160,000                        | 11.859 (연성계 전체) | 42,500        | 분광법                 | SIMBAD | [ 16 ] [ 17 ] [ e ]      |
| VFTS 506 (대마젤란 은하의 타란툴라 성운에 존재)               | 138                 | 164,000                        | 13.31                | 47,300        | 분광법                 | SIMBAD | [ 11 ] [ 6 ]             |
| 멜닉 34 B (대마젤란 은하의 타란툴라 성운에 존재)              | 136                 | 163,000                        | 13.09 (연성계 전체)  | 53,000        | 케플러의 법칙 (쌍성)   | SIMBAD | [ 14 ] [ 6 ]             |
| 웨스터하우트 51d (웨스터하우트 51에 존재)                     | 135                 | 20,000                         | 15.11 (J 대역)       | 42,700        | 항성진화 모델          |        | [ 10 ]                   |
| VFTS 545 (대마젤란 은하의 타란툴라 성운에 존재)               | 133                 | 164,000                        | 13.32                | 47,300        | 분광법                 | SIMBAD | [ 9 ] [ 6 ]              |
| HD 97950 B (NGC 3603의 HD 97950에 존재하는 WR 43b)            | 132                 | 24,800                         | 11.33                | 42,000        | 분광법                 | SIMBAD | [ 18 ] [ 19 ]            |
| HD 269810 (대마젤란 은하의 NGC 2029에 존재)                   | 130                 | 163,000                        | 12.22                | 52,500        | 분광법                 | SIMBAD | [ 20 ] [ 21 ]            |
| R136a7 (대마젤란 은하의 타란툴라 성운에 존재)                 | 127                 | 163,000                        | 13.97                | 54,000        | 항성진화 모델          | SIMBAD | [ 22 ] [ 6 ]             |
| WR 42e (NGC 3603의 HD 97950에 존재)                           | 123                 | 25,000                         | 14.53                | 43,000        | 계 이탈                | SIMBAD | [ 23 ] [ f ]             |
| HD 97950 A1a (NGC 3603의 HD 97950에 존재하는 WR 43a A)        | 120                 | 24,800                         | 11.18 (연성계 전체)  | 42,000        | 케플러의 법칙 (쌍성)   | SIMBAD | [ 18 ] [ 19 ]            |
| LSS 4067 (HM 1에 존재)                                        | 120                 | 11,000                         | 11.44                | 40,000        | 항성진화 모델          | SIMBAD | [ 24 ] [ 25 ]            |
| WR 93 (NGC 6357의 피스미스 24에 존재)                         | 120                 | 5,900                          | 10.68                | 71,000        | 항성진화 모델          | SIMBAD | [ 24 ] [ 13 ]            |
| Sk -69° 212 (대마젤란 은하의 NGC 2044에 존재)                 | 119                 | 160,000                        | 12.416               | 45,400        | 항성진화 모델          | SIMBAD | [ 26 ] [ 17 ]            |
| Sk -69° 249 A (대마젤란 은하의 NGC 2074에 존재)               | 119                 | 160,000                        | 12.02 (연성계 전체)  | 38,900        | 항성진화 모델          | SIMBAD | [ 26 ] [ 27 ]            |
| ST5-31 (대마젤란 은하의 NGC 2074에 존재)                      | 119                 | 160,000                        | 12.273               | 50,700        | 항성진화 모델          | SIMBAD | [ 26 ] [ 28 ]            |
| R136a5 (대마젤란 은하의 타란툴라 성운에 존재)                 | 116                 | 157,000                        | 13.71                | 48,000        | 항성진화 모델          | SIMBAD | [ 22 ] [ 6 ]             |
| MSP 183 (웨스터룬드 2에 존재)                                 | 115                 | 20,000                         | 13.878               | 46,300        | 분광법                 | SIMBAD | [ 29 ] [ 30 ]            |
| WR 24 (용골자리 성운의 콜린더 228에 존재)                     | 114                 | 14,000                         | 6.48                 | 50,100        | 항성진화 모델          | SIMBAD | [ 31 ] [ 32 ]            |
| HD 97950 C1 (NGC 3603의 HD 97950에 존재하는 WR 43c A)         | 113                 | 24,800                         | 11.89 (연성계 전체)  | 44,000        | 분광법                 | SIMBAD | [ 18 ] [ 19 ] [ e ]      |
| 아치스-F9 (아치스 성단에 존재하는 WR 102ae)                   | 111.3               | 25,000                         | 16.1 (J 대역)        | 36,600        | 분광법                 | SIMBAD | [ 33 ] [ 34 ]            |
| 백조자리 OB2 #12 A (백조자리 OB2에 존재)                      | 110                 | 5,200                          | 11.702 (연성계 전체) | 13,700        | 분광법                 | SIMBAD | [ 35 ] [ 36 ] [ e ]      |
| HD 93129 Aa (용골자리 성운의 트럼플러 14에 존재)              | 110                 | 7,500                          | 6.9 (연성계 전체)    | 42,500        | 케플러의 법칙 (삼중성) | SIMBAD | [ 37 ] [ 13 ]            |
| HSH95-36 (대마젤란 은하의 타란툴라 성운에 존재)               | 110                 | 163,000                        | 14.41                | 49,500        | 항성진화 모델          | SIMBAD | [ 22 ] [ 6 ]             |
| R146 (대마젤란 은하의 타란툴라 성운에 존재)                   | 109                 | 164,000                        | 13.11                | 63,000        | 분광법                 | SIMBAD | [ 5 ] [ 6 ]              |
| R136a4 (대마젤란 은하의 타란툴라 성운에 존재)                 | 108                 | 157,000                        | 13.41                | 50,000        | 항성진화 모델          | SIMBAD | [ 22 ] [ 6 ]             |
| VFTS 621 (대마젤란 은하의 타란툴라 성운에 존재)               | 107                 | 164,000                        | 15.39                | 54,000        | 분광법                 | SIMBAD | [ 9 ] [ 6 ]              |
| R136a6 (대마젤란 은하의 타란툴라 성운에 존재)                 | 105                 | 157,000                        | 13.35                | 52,000        | 항성진화 모델          | SIMBAD | [ 22 ] [ 6 ]             |
| 웨스터하우트 49-3 (웨스터하우트 49에 존재)                    | 105                 | 36,200                         | 16.689 (J 대역)      | 40,700        | 항성진화 모델          | SIMBAD | [ 38 ] [ 39 ]            |
| WR 21a A (웨스터룬드 2에 존재하는 폭주성)                     | 103.6               | 26,100                         | 12.661 (연성계 전체) | 45,000        | 케플러의 법칙 (쌍성)   | SIMBAD | [ 40 ] [ 21 ]            |
| R99 (대마젤란 은하의 N44에 존재)                              | 103                 | 164,000                        | 11.52                | 28,000        | 분광법                 | SIMBAD | [ 5 ] [ 13 ]             |
| 아치스-F6 (아치스 성단에 존재하는 WR 102ah)                   | 101                 | 25,000                         | 15.75 (J 대역)       | 33,900        | 분광법                 | SIMBAD | [ 33 ] [ 34 ]            |
| Sk -65° 47 (대마젤란 은하의 NGC 1923에 존재)                  | 101                 | 160,000                        | 12.466               | 47,800        | 항성진화 모델          | SIMBAD | [ 26 ] [ 17 ]            |
| 아치스-F1 (아치스 성단에 존재하는 WR 102ad)                   | 100.9               | 25,000                         | 16.3 (J 대역)        | 33,200        | 분광법                 | SIMBAD | [ 33 ] [ 34 ]            |
| 작약성운 별 (은하중심 근처의 작약성운에 존재하는 WR 102ka)    | 100                 | 26,000                         | 12.978 (J 대역)      | 25,100        | 분광법                 | SIMBAD | [ 41 ] [ 39 ]            |
| VFTS 457 (대마젤란 은하의 타란툴라 성운에 존재)               | 100                 | 164,000                        | 13.74                | 39,800        | 분광법                 | SIMBAD | [ 9 ] [ 6 ]              |
| 용골자리 에타 A (용골자리 성운의 트럼플러 16에 존재)          | 100                 | 7,500                          | 4.3 (연성계 전체)    | 9,400–35,200  | 분광법                 | SIMBAD | [ 42 ] [ 43 ]            |
| 머서 30-1 A (드래곤피쉬 성운의 머서 30에 존재하는 WR 46-3 A)  | 99                  | 40,000                         | 10.33 (J 대역)       | 32,200        | 항성진화 모델          | SIMBAD | [ 44 ] [ g ] [ e ]       |
| Sk -68° 137 (대마젤란 은하의 타란툴라 성운에 존재)            | 99                  | 160,000                        | 13.346               | 50,000        | 분광법                 | SIMBAD | [ 16 ] [ 17 ]            |
| WR 25 A (용골자리 성운의 트럼플러 16에 존재)                  | 98                  | 6,500                          | 8.8 (연성계 전체)    | 50,100        | 항성진화 모델          | SIMBAD | [ 31 ] [ 13 ] [ e ]      |
| BI 253 (대마젤란 은하의 타란툴라 성운에 존재하는 폭주성)      | 97.6                | 164,000                        | 13.76                | 54,000        | 분광법                 | SIMBAD | [ 15 ] [ 45 ]            |
| R136a8 (대마젤란 은하의 타란툴라 성운에 존재)                 | 96                  | 157,000                        | 14.42                | 49,500        | 항성진화 모델          | SIMBAD | [ 22 ] [ 46 ]            |
| HD 38282 B (대마젤란 은하의 타란툴라 성운에 존재)             | 95                  | 163,000                        | 11.11 (연성계 전체)  | 47,000        | 케플러의 법칙 (쌍성)   | SIMBAD | [ 47 ] [ 21 ]            |
| HM 1-6 (HM 1에 존재)                                          | 95                  | 11,000                         | 11.64                | 44,700        | 항성진화 모델          | SIMBAD | [ 24 ] [ 48 ]            |
| NGC 3603-42 (NGC 3603의 HD 97950에 존재)                      | 95                  | 25,000                         | 12.86                | 50,000        | 분광법                 | SIMBAD | [ 16 ] [ 19 ]            |
| R139 A (대마젤란 은하의 타란툴라 성운에 존재)                 | 95                  | 163,000                        | 11.94 (연성계 전체)  | 35,000        | 케플러의 법칙 (쌍성)   | SIMBAD | [ 5 ] [ 6 ]              |
| BAT99-6 (대마젤란 은하의 NGC 1747에 존재)                     | 94                  | 165,000                        | 11.95                | 56,000        | 분광법                 | SIMBAD | [ 5 ] [ 17 ]             |
| Sk -66° 172 (대마젤란 은하의 N64에 존재)                      | 94                  | 160,000                        | 13.1                 | 46,300        | 분광법                 | SIMBAD | [ 16 ] [ 17 ] [ h ]      |
| ST2-22 (대마젤란 은하의 NGC 2044에 존재)                      | 94                  | 160,000                        | 14.3                 | 51,300        | 항성진화 모델          | SIMBAD | [ 26 ] [ 49 ]            |
| VFTS 259 (대마젤란 은하의 타란툴라 성운에 존재)               | 94                  | 164,000                        | 13.65                | 37,600        | 분광법                 | SIMBAD | [ 9 ] [ 6 ]              |
| VFTS 562 (대마젤란 은하의 타란툴라 성운에 존재)               | 94                  | 164,000                        | 13.66                | 42,200        | 분광법                 | SIMBAD | [ 9 ] [ 6 ]              |
| VFTS 512 (대마젤란 은하의 타란툴라 성운에 존재)               | 93                  | 164,000                        | 14.28                | 47,300        | 분광법                 | SIMBAD | [ 9 ] [ 6 ]              |
| HD 97950 A1b (NGC 3603의 HD 97950에 존재하는 WR 43a B)        | 92                  | 24,800                         | 11.18 (연성계 전체)  | 40,000        | 케플러의 법칙 (쌍성)   | SIMBAD | [ 18 ] [ 19 ]            |
| R136b (대마젤란 은하의 타란툴라 성운에 존재)                  | 92                  | 163,000                        | 13.24                | 35,500        | 항성진화 모델          | SIMBAD | [ 22 ] [ 6 ]             |
| VFTS 16 (대마젤란 은하의 타란툴라 성운에 존재)                | 91.6                | 164,000                        | 13.55                | 50,600        | 분광법                 | SIMBAD | [ 15 ] [ 6 ]             |
| HD 97950 A3 (NGC 3603의 HD 97950에 존재)                      | 91                  | 24,800                         | 12.95                | 50,000        | 분광법                 | SIMBAD | [ 16 ] [ 19 ]            |
| NGC 346-W1 (소마젤란 은하의 NGC 346에 존재)                   | 91                  | 200,000                        | 12.57                | 43,400        | 항성진화 모델          | SIMBAD | [ 26 ] [ 50 ]            |
| 웨스터하우트 49-2 (웨스터하우트 49에 존재)                    | 90–240, 250±120     | 36,200                         | 18.246 (J 대역)      | 35,500        | 분광법                 | SIMBAD | [ 38 ] [ 39 ]            |
| R127 (대마젤란 은하의 NGC 2055에 존재)                        | 90                  | 160,000                        | 10.15                | 10,000–27,000 | 항성진화 모델          | SIMBAD | [ 51 ] [ 21 ]            |
| VFTS 333 (대마젤란 은하의 타란툴라 성운에 존재)               | 90                  | 164,000                        | 12.49                | 37,600        | 분광법                 | SIMBAD | [ 9 ] [ 6 ]              |
| VFTS 267 (대마젤란 은하의 타란툴라 성운에 존재)               | 89                  | 164,000                        | 13.49                | 44,700        | 분광법                 | SIMBAD | [ 9 ] [ 6 ]              |
| VFTS 64 (대마젤란 은하의 타란툴라 성운에 존재)                | 88                  | 164,000                        | 14.621               | 39,800        | 분광법                 | SIMBAD | [ 9 ] [ 17 ]             |
| BAT99-80 A (대마젤란 은하의 NGC 2044에 존재)                  | 87                  | 165,000                        | 13 (연성계 전체)     | 45,000        | 분광법                 | SIMBAD | [ 26 ] [ 49 ]            |
| R140b (대마젤란 은하의 타란툴라 성운에 존재)                  | 87                  | 165,000                        | 12.66                | 47,000        | 분광법                 | SIMBAD | [ 5 ] [ 6 ]              |
| VFTS 542 (대마젤란 은하의 타란툴라 성운에 존재)               | 87                  | 164,000                        | 13.47                | 44,700        | 분광법                 | SIMBAD | [ 9 ] [ 6 ]              |
| VFTS 599 (대마젤란 은하의 타란툴라 성운에 존재)               | 87                  | 164,000                        | 13.8                 | 44,700        | 분광법                 | SIMBAD | [ 9 ] [ 6 ]              |
| WR 89 (HM 1에 존재)                                           | 87                  | 11,000                         | 11.02                | 39,800        | 항성진화 모델          | SIMBAD | [ 31 ] [ 21 ]            |
| 아치스-F7 (아치스 성단에 존재하는 WR 102aj)                   | 86.3                | 25,000                         | 15.74 (J 대역)       | 32,900        | 분광법                 | SIMBAD | [ 33 ] [ 34 ]            |
| Sk -69° 104 (대마젤란 은하의 NGC 1910에 존재)                 | 86                  | 160,000                        | 12.1                 | 39,900        | 항성진화 모델          | SIMBAD | [ 26 ] [ 17 ]            |
| VFTS 1017 (대마젤란 은하의 타란툴라 성운에 존재)              | 86                  | 164,000                        | 14.5                 | 50,100        | 분광법                 | SIMBAD | [ 9 ] [ 6 ]              |
| LH 10-3061 (대마젤란 은하의 NGC 1763에 존재)                  | 85                  | 160,000                        | 13.491               | 52,000        | 분광법                 | SIMBAD | [ 16 ] [ 17 ]            |
| Sk 80 (소마젤란 은하의 NGC 346에 존재)                        | 85                  | 200,000                        | 12.31                | 38,900        | 항성진화 모델          | SIMBAD | [ 26 ] [ 52 ]            |
| VFTS 603 (대마젤란 은하의 타란툴라 성운에 존재)               | 85                  | 164,000                        | 13.99                | 42,200        | 분광법                 | SIMBAD | [ 9 ] [ 6 ]              |
| Sk -70° 91 (대마젤란 은하의 BSDL 1830에 존재)                 | 84.09               | 165,000                        | 12.78                | 48,900        | 항성진화 모델          | SIMBAD | [ 53 ] [ 17 ] [ i ]      |
| R147 (대마젤란 은하의 타란툴라 성운에 존재)                   | 84                  | 164,000                        | 12.993               | 47,300        | 분광법                 | SIMBAD | [ 9 ] [ 54 ]             |
| HD 93250 A (용골자리 성운의 트럼플러 16에 존재)               | 83.3                | 7,500                          | 7.5 (연성계 전체)    | 46,000        | 항성진화 모델          | SIMBAD | [ 55 ] [ 13 ] [ e ]      |
| 멜닉 33Na A (대마젤란 은하의 타란툴라 성운에 존재)            | 83                  | 163,000                        | 13.79 (연성계 전체)  | 50,000        | 항성진화 모델          | SIMBAD | [ 56 ] [ 57 ]            |
| WR 20a A (웨스터룬드 2에 존재)                                | 82.7                | 20,000                         | 13.28 (연성계 전체)  | 43,000        | 케플러의 법칙 (쌍성)   | SIMBAD | [ 58 ]                   |
| TIC 276934932 A (대마젤란 은하의 NGC 2048에 존재)             | 82                  | 160,000                        | 14.05 (연성계 전체)  | 45,000        | 분광법                 | SIMBAD | [ 16 ] [ 17 ]            |
| WR 20a B (웨스터룬드 2에 존재)                                | 81.9                | 20,000                         | 13.28 (연성계 전체)  | 43,000        | 케플러의 법칙 (쌍성)   | SIMBAD | [ 58 ]                   |
| 트럼플러 27-27 (트럼플러 27에 존재)                           | 81                  | 3,900                          | 13.31                | 37,000        | 항성진화 모델          | SIMBAD | [ 24 ] [ 21 ]            |
| BAT99-96 (대마젤란 은하의 타란툴라 성운에 존재)               | 80                  | 165,000                        | 13.76                | 42,000        | 분광법                 | SIMBAD | [ 5 ] [ 6 ]              |
| HD 15570 (하트 성운의 IC 1805에 존재)                         | 80                  | 7,500                          | 8.11                 | 46,000        | 분광법                 | SIMBAD | [ 12 ] [ 13 ]            |
| HD 38282 A (대마젤란 은하의 타란툴라 성운에 존재)             | 80                  | 163,000                        | 11.11 (연성계 전체)  | 47,000        | 케플러의 법칙 (쌍성)   | SIMBAD | [ 47 ] [ 21 ]            |
| HSH95-46 (대마젤란 은하의 타란툴라 성운에 존재)               | 80                  | 163,000                        | 14.56                | 47,500        | 항성진화 모델          | SIMBAD | [ 22 ] [ 6 ]             |
| 아치스-F15 (아치스 성단에 존재)                               | 79.7                | 25,000                         | 16.12 (J 대역)       | 35,600        | 분광법                 | SIMBAD | [ 33 ] [ 34 ]            |
| BI 237 (대마젤란 은하의 BSDL 2527에 존재)                     | 79.66               | 165,000                        | 13.83                | 51,300        | 분광법                 | SIMBAD | [ 53 ] [ 17 ] [ j ]      |
| VFTS 94 (대마젤란 은하의 타란툴라 성운에 존재)                | 79                  | 164,000                        | 14.161               | 42,200        | 분광법                 | SIMBAD | [ 9 ] [ 17 ]             |
| VFTS 151 (대마젤란 은하의 타란툴라 성운에 존재)               | 79                  | 164,000                        | 14.13                | 42,200        | 분광법                 | SIMBAD | [ 9 ] [ 6 ]              |
| LH 41-32 (대마젤란 은하의 NGC 1910에 존재)                    | 78                  | 160,000                        | 13.086               | 48,200        | 항성진화 모델          | SIMBAD | [ 26 ] [ 17 ]            |
| 피스미스 24-17 (NGC 6357의 피스미스 24에 존재)                | 78                  | 5,900                          | 11.84                | 42,700        | 분광법                 | SIMBAD | [ 59 ] [ 48 ]            |
| VFTS 404 (대마젤란 은하의 타란툴라 성운에 존재)               | 78                  | 164,000                        | 14.14                | 44,700        | 분광법                 | SIMBAD | [ 9 ] [ 6 ]              |
| 웨스터하우트 51-2 (웨스터하우트 51에 존재)                    | 77                  | 20,000                         | 13.68 (J 대역)       | 42,700        | 항성진화 모델          | SIMBAD | [ 10 ]                   |
| BAT99-68 (대마젤란 은하의 BSDL 2505에 존재)                   | 76                  | 165,000                        | 14.13                | 45,000        | 분광법                 | SIMBAD | [ 5 ] [ 17 ] [ k ]       |
| HD 93632 (용골자리 성운의 콜린더 228에 존재)                  | 76                  | 10,000                         | 8.23                 | 45,400        | 항성진화 모델          | SIMBAD | [ 24 ] [ 13 ]            |
| NGC 346-W3 (소마젤란 은하의 NGC 346에 존재)                   | 76                  | 200,000                        | 12.8                 | 52,500        | 항성진화 모델          | SIMBAD | [ 26 ] [ 50 ]            |
| VFTS 169 (대마젤란 은하의 타란툴라 성운에 존재)               | 76                  | 164,000                        | 14.437               | 47,300        | 분광법                 | SIMBAD | [ 9 ] [ 17 ]             |
| VFTS 440 (대마젤란 은하의 타란툴라 성운에 존재)               | 76                  | 164,000                        | 12.046               | 39,800        | 분광법                 | SIMBAD | [ 9 ] [ 17 ]             |
| AB1 (소마젤란 은하의 DEM S10에 존재)                          | 75                  | 197,000                        | 15.238               | 79,000        | 분광법                 | SIMBAD | [ 60 ] [ 50 ] [ l ]      |
| WR 22 A (용골자리 성운의 보훔 10에 존재)                      | 75                  | 8,300                          | 6.42 (연성계 전체)   | 44,700        | 항성진화 모델          | SIMBAD | [ 31 ] [ 13 ] [ m ]      |
| 피스미스 24-1NE (NGC 6357의 피스미스 24에 존재)               | 74                  | 6,500                          | 11                   | 42,500        | 케플러의 법칙 (쌍성)   | SIMBAD | [ 59 ] [ 61 ]            |
| VFTS 608 (대마젤란 은하의 타란툴라 성운에 존재)               | 74                  | 164,000                        | 14.22                | 42,200        | 분광법                 | SIMBAD | [ 9 ] [ 6 ]              |
| HSH95-31 (대마젤란 은하의 타란툴라 성운에 존재)               | 73                  | 163,000                        | 14.12                | 47,500        | 항성진화 모델          | SIMBAD | [ 22 ] [ 6 ]             |
| 머서 30-3 (드래곤피쉬 성운의 머서 30에 존재)                  | 73                  | 40,000                         | 12.62 (J 대역)       | 39,300        | 항성진화 모델          | SIMBAD | [ 44 ] [ g ]             |
| 머서 30-11 (드래곤피쉬 성운의 머서 30에 존재)                 | 73                  | 40,000                         | 12.33 (J 대역)       | 36,800        | 항성진화 모델          | SIMBAD | [ 44 ] [ g ]             |
| VFTS 566 (대마젤란 은하의 타란툴라 성운에 존재)               | 73                  | 164,000                        | 14.05                | 44,700        | 분광법                 | SIMBAD | [ 9 ] [ 6 ]              |
| LH 64-16 (대마젤란 은하의 NGC 2001에 존재)                    | 72                  | 160,000                        | 13.666               | 50,900        | 항성진화 모델          | SIMBAD | [ 26 ] [ 28 ]            |
| NGC 2044-W35 (대마젤란 은하의 NGC 2044에 존재)                | 72                  | 160,000                        | 14.1                 | 48,200        | 항성진화 모델          | SIMBAD | [ 26 ] [ 17 ]            |
| VFTS 216 (대마젤란 은하의 타란툴라 성운에 존재)               | 72                  | 164,000                        | 14.389               | 44,700        | 분광법                 | SIMBAD | [ 9 ] [ 17 ]             |
| ST2-1 (대마젤란 은하의 NGC 2044에 존재)                       | 71                  | 160,000                        | 14.3                 | 44,100        | 항성진화 모델          | SIMBAD | [ 26 ] [ 49 ]            |
| VFTS 3 (대마젤란 은하의 타란툴라 성운에 존재)                 | 71                  | 164,000                        | 11.56                | 21,000        | 분광법                 | SIMBAD | [ 62 ] [ 6 ]             |
| 아치스-F12 (아치스 성단에 존재하는 WR 102af)                  | 70                  | 25,000                         | 16.4 (J 대역)        | 36,900        | 분광법                 | SIMBAD | [ 33 ] [ 34 ]            |
| HD 15629 (하트 성운의 IC 1805에 존재)                         | 70                  | 7,500                          | 8.42                 | 45,900        | 분광법                 | SIMBAD | [ 12 ] [ 13 ]            |
| HD 37974 (대마젤란 은하의 N135에 존재)                        | 70                  | 163,000                        | 10.99                | 22,500        | 분광법                 | SIMBAD | [ 63 ] [ 21 ] [ n ]      |
| HD 93129 Ab (용골자리 성운의 트럼플러 14에 존재)              | 70                  | 7,500                          | 7.31 (연성계 전체)   | 44,000        | 케플러의 법칙 (삼중성) | SIMBAD | [ 37 ] [ 64 ]            |
| M33 X-7 B (삼각형자리 은하에 존재)                            | 70                  | 2,700,000                      | 18.7                 | 35,000        | 케플러의 법칙 (쌍성)   | SIMBAD | [ 65 ] [ 66 ]            |
| Sk -69° 194 A (대마젤란 은하의 NGC 2033에 존재)               | 70                  | 160,000                        | 12.131 (연성계 전체) | 45,000        | 항성진화 모델          | SIMBAD | [ 26 ] [ 54 ] [ e ]      |
| VFTS 125 (대마젤란 은하의 타란툴라 성운에 존재)               | 69.6                | 164,000                        | 16.6                 | 55,200        | 분광법                 | SIMBAD | [ 15 ] [ 49 ]            |
| HD 46150 (장미 성운의 NGC 2244에 존재)                        | 69                  | 5,200                          | 6.73                 | 44,000        | 분광법                 | SIMBAD | [ 16 ] [ 13 ]            |
| HD 229059 (버클리 87에 존재)                                  | 69                  | 3,000                          | 8.7                  | 26,300        | 항성진화 모델          | SIMBAD | [ 24 ] [ 13 ]            |
| ST2-3 (대마젤란 은하의 NGC 2044에 존재)                       | 69                  | 160,000                        | 14.264               | 44,900        | 항성진화 모델          | SIMBAD | [ 26 ] [ 17 ]            |
| ST2-32 (대마젤란 은하의 NGC 2044에 존재)                      | 69                  | 160,000                        | 13.903               | 45,400        | 항성진화 모델          | SIMBAD | [ 26 ] [ 17 ]            |
| W28-23 (대마젤란 은하의 NGC 2033에 존재)                      | 69                  | 160,000                        | 13.702               | 51,300        | 항성진화 모델          | SIMBAD | [ 26 ] [ 28 ]            |
| HD 93403 A (용골자리 성운의 트럼플러 16에 존재)               | 68.5                | 10,400                         | 8.27 (연성계 전체)   | 39,300        | 케플러의 법칙 (쌍성)   | SIMBAD | [ 67 ] [ 21 ]            |
| HD 93130 (용골자리 성운의 콜린더 228에 존재)                  | 68                  | 10,000                         | 8.04                 | 39,900        | 항성진화 모델          | SIMBAD | [ 24 ] [ 13 ]            |
| HM 1-8 (HM 1에 존재)                                          | 68                  | 11,000                         | 12.52                | 46,100        | 항성진화 모델          | SIMBAD | [ 24 ] [ 48 ]            |
| HSH95-47 (대마젤란 은하의 타란툴라 성운에 존재)               | 68                  | 163,000                        | 14.72                | 43,500        | 항성진화 모델          | SIMBAD | [ 22 ] [ 6 ]             |
| HSH95-48 (대마젤란 은하의 타란툴라 성운에 존재)               | 68                  | 163,000                        | 14.75                | 46,500        | 항성진화 모델          | SIMBAD | [ 22 ] [ 46 ]            |
| 웨스터하우트 51-61 (웨스터하우트 51에 존재)                   | 68                  | 20,000                         | 18.16 (J 대역)       | 38,000        | 항성진화 모델          | SIMBAD | [ 10 ] [ 39 ]            |
| BAT99-93 (대마젤란 은하의 타란툴라 성운에 존재)               | 67                  | 165,000                        | 13.446               | 45,000        | 분광법                 | SIMBAD | [ 5 ] [ 17 ]             |
| Sk -69° 200 (대마젤란 은하의 NGC 2033에 존재)                 | 67                  | 160,000                        | 11.18                | 26,300        | 항성진화 모델          | SIMBAD | [ 26 ] [ 17 ]            |
| 아치스-F18 (아치스 성단에 존재)                               | 66.9                | 25,000                         | 16.7 (J 대역)        | 36,900        | 분광법                 | SIMBAD | [ 33 ] [ 34 ]            |
| 아치스-F4 (아치스 성단에 존재하는 WR 102al)                   | 66.4                | 25,000                         | 15.63 (J 대역)       | 36,800        | 분광법                 | SIMBAD | [ 33 ] [ 34 ]            |
| BAT99-59 A (대마젤란 은하의 NGC 2020에 존재)                  | 66                  | 165,000                        | 13.186 (연성계 전체) | 71,000        | 분광법                 | SIMBAD | [ 5 ] [ 17 ] [ e ]       |
| BAT99-104 (대마젤란 은하의 타란툴라 성운에 존재)              | 66                  | 165,000                        | 12.5                 | 63,000        | 분광법                 | SIMBAD | [ 5 ] [ 17 ]             |
| HD 5980 B (소마젤란 은하의 NGC 346에 존재)                    | 66                  | 200,000                        | 11.31 (연성계 전체)  | 45,000        | 케플러의 법칙 (삼중성) | SIMBAD | [ 68 ] [ 64 ]            |
| HD 190429 A (바너드 146 근처에 존재)                          | 66                  | 7,800                          | 6.63 (연성계 전체)   | 46,000        | 케플러의 법칙 (쌍성)   | SIMBAD | [ 69 ] [ 13 ]            |
| LH 31-1003 (대마젤란 은하의 NGC 1858에 존재)                  | 66                  | 160,000                        | 13.186               | 41,900        | 항성진화 모델          | SIMBAD | [ 26 ] [ 17 ]            |
| LH 114-7 (대마젤란 은하의 N70에 존재)                         | 66                  | 160,000                        | 13.66                | 50,000        | 분광법                 | SIMBAD | [ 16 ] [ 17 ] [ o ]      |
| 피스미스 24-1SW (NGC 6357의 피스미스 24에 존재)               | 66                  | 6,500                          | 11.1                 | 40,000        | 케플러의 법칙 (쌍성)   | SIMBAD | [ 59 ] [ 61 ]            |
| BAT99-126 (대마젤란 은하의 NGC 2081에 존재)                   | 65                  | 165,000                        | 13.166               | 71,000        | 분광법                 | SIMBAD | [ 5 ] [ 17 ]             |
| HSH95-40 (대마젤란 은하의 타란툴라 성운에 존재)               | 65                  | 163,000                        | 14.56                | 47,500        | 항성진화 모델          | SIMBAD | [ 22 ] [ 6 ]             |
| HSH95-58 (대마젤란 은하의 타란툴라 성운에 존재)               | 65                  | 163,000                        | 14.8                 | 47,500        | 항성진화 모델          | SIMBAD | [ 22 ] [ 6 ]             |
| HSH95-89 (대마젤란 은하의 타란툴라 성운에 존재)               | 65                  | 163,000                        | 14.76                | 44,000        | 분광법                 | SIMBAD | [ 46 ]                   |
| VFTS 63 (대마젤란 은하의 타란툴라 성운에 존재)                | 65                  | 164,000                        | 14.4                 | 42,200        | 분광법                 | SIMBAD | [ 9 ] [ 49 ]             |
| VFTS 145 (대마젤란 은하의 타란툴라 성운에 존재)               | 65                  | 164,000                        | 14.3                 | 39,800        | 분광법                 | SIMBAD | [ 9 ] [ 6 ]              |
| VFTS 518 (대마젤란 은하의 타란툴라 성운에 존재)               | 65                  | 164,000                        | 15.11                | 44,700        | 분광법                 | SIMBAD | [ 9 ] [ 6 ]              |
| 웨스터하우트 49-8 (웨스터하우트 49에 존재)                    | 65                  | 36,200                         | 15.617 (J 대역)      | 40,700        | 항성진화 모델          | SIMBAD | [ 38 ] [ 39 ]            |
| BD+43° 3654 (백조자리 OB2에 존재하는 폭주성)                  | 64.6                | 5,400                          | 10.06                | 40,400        | 항성진화 모델          | SIMBAD | [ 70 ] [ 64 ]            |
| BAT99-129 A (대마젤란 은하의 DEM L294에 존재)                 | 64                  | 165,000                        | 14.701 (연성계 전체) | 79,000        | 분광법                 | SIMBAD | [ 5 ] [ 17 ] [ p ] [ e ] |
| HSH95-50 (대마젤란 은하의 타란툴라 성운에 존재)               | 64                  | 163,000                        | 14.65                | 47,000        | 항성진화 모델          | SIMBAD | [ 22 ] [ 6 ]             |
| Sk -69° 25 (대마젤란 은하의 NGC 1748에 존재)                  | 64                  | 160,000                        | 11.886               | 43,600        | 항성진화 모델          | SIMBAD | [ 26 ] [ 17 ]            |
| 트럼플러 27-23 (트럼플러 27에 존재)                           | 64                  | 3,900                          | 10.09                | 27,500        | 항성진화 모델          | SIMBAD | [ 24 ] [ 21 ]            |
| 웨스터하우트 49-5 (웨스터하우트 49에 존재)                    | 64                  | 36,200                         | 15.623 (J 대역)      | 42,700        | 항성진화 모델          | SIMBAD | [ 38 ] [ 39 ]            |
| HD 46223 (장미 성운의 NGC 2244에 존재)                        | 63                  | 5,200                          | 7.28                 | 46,000        | 분광법                 | SIMBAD | [ 16 ] [ 13 ]            |
| HD 64568 (고물자리 OB2의 NGC 2467에 존재)                     | 63                  | 16,000                         | 9.39                 | 54,000        | 분광법                 | SIMBAD | [ 16 ] [ 21 ]            |
| HD 303308 (용골자리 성운의 트럼플러 16에 존재)                | 63                  | 9,200                          | 8.17                 | 51,300        | 항성진화 모델          | SIMBAD | [ 24 ] [ 21 ]            |
| HR 6187 A (제단자리 OB1의 NGC 6193에 존재)                    | 63                  | 4,300                          | 5.54 (연성계 전체)   | 46,500        | Septenary              | SIMBAD | [ 71 ] [ 13 ]            |
| LH 10-3058 (대마젤란 은하의 NGC 1763에 존재)                  | 63                  | 160,000                        | 14.089               | 54,000        | 분광법                 | SIMBAD | [ 16 ] [ 17 ]            |
| ST5-71 (대마젤란 은하의 NGC 2074에 존재)                      | 63                  | 160,000                        | 13.266               | 45,400        | 항성진화 모델          | SIMBAD | [ 26 ] [ 17 ]            |
| AB9 (소마젤란 은하의 DEM S80에 존재)                          | 62                  | 197,000                        | 15.431               | 100,000       | 분광법                 | SIMBAD | [ 60 ] [ 50 ] [ q ]      |
| 브레이 32 B (대마젤란 은하의 NGC 1966에 존재)                 | 62                  | 165,000                        | 12.32 (연성계 전체)  | 43,600        | 항성진화 모델          | SIMBAD | [ 26 ] [ 21 ]            |
| HD 93160 (용골자리 성운의 트럼플러 14에 존재)                 | 62                  | 8,000                          | 7.6                  | 42,700        | 항성진화 모델          | SIMBAD | [ 24 ] [ 13 ]            |
| HSH95-35 (대마젤란 은하의 타란툴라 성운에 존재)               | 62                  | 163,000                        | 14.43                | 47,500        | 항성진화 모델          | SIMBAD | [ 22 ] [ 6 ]             |
| LH 41-1017 (대마젤란 은하의 NGC 1910에 존재)                  | 62                  | 160,000                        | 12.266               | 42,700        | 항성진화 모델          | SIMBAD | [ 26 ] [ 17 ]            |
| 머서 30-6a A (드래곤피쉬 성운의 머서 30에 존재하는 WR 46-4 A) | 62                  | 40,000                         | 10.39 (J 대역)       | 29,900        | 항성진화 모델          | SIMBAD | [ 44 ] [ g ] [ e ]       |
| ST4-18 (대마젤란 은하의 NGC 2081에 존재)                      | 62                  | 160,000                        | 13.639               | 44,800        | 항성진화 모델          | SIMBAD | [ 26 ] [ 17 ]            |
| VFTS 664 (대마젤란 은하의 타란툴라 성운에 존재)               | 62                  | 164,000                        | 13.937               | 39,900        | 분광법                 | SIMBAD | [ 9 ] [ 17 ]             |
| HD 229196 (백조자리 OB9에 존재)                               | 61.6                | 5,000                          | 8.59                 | 40,900        | 항성진화 모델          | SIMBAD | [ 70 ] [ 48 ]            |
| AB8 B (소마젤란 은하의 NGC 602에 존재)                        | 61                  | 197,000                        | 12.83 (연성계 전체)  | 45,000        | 케플러의 법칙 (쌍성)   | SIMBAD | [ 68 ] [ 72 ]            |
| BAT99-79 A (대마젤란 은하의 NGC 2044에 존재)                  | 61                  | 165,000                        | 13.486 (연성계 전체) | 42,000        | 분광법                 | SIMBAD | [ 5 ] [ 17 ] [ e ]       |
| HD 5980 A (소마젤란 은하의 NGC 346에 존재)                    | 61                  | 200,000                        | 11.31 (연성계 전체)  | 21,000–53,000 | 케플러의 법칙 (삼중성) | SIMBAD | [ 68 ] [ 64 ]            |
| LH 41-18 (대마젤란 은하의 NGC 1910에 존재)                    | 61                  | 160,000                        | 12.586               | 38,500        | 항성진화 모델          | SIMBAD | [ 26 ] [ 17 ]            |
| 머서 30-9 A (드래곤피쉬 성운의 머서 30에 존재)                | 61                  | 40,000                         | 12.25 (J 대역)       | 34,500        | 항성진화 모델          | SIMBAD | [ 44 ] [ g ] [ e ]       |
| ST5-25 (대마젤란 은하의 NGC 2074에 존재)                      | 61                  | 160,000                        | 13.551               | 48,600        | 항성진화 모델          | SIMBAD | [ 26 ] [ 28 ]            |
| VFTS 422 (대마젤란 은하의 타란툴라 성운에 존재)               | 61                  | 164,000                        | 15.14                | 39,800        | 분광법                 | SIMBAD | [ 9 ] [ 6 ]              |
| WR 102hb (다섯쌍둥이 성단에 존재)                             | 61                  | 26,000                         | 13.9 (J 대역)        | 25,100        | 항성진화 모델          | SIMBAD | [ 73 ] [ 74 ]            |
| Sk -67° 166 (대마젤란 은하의 GKK-A144에 존재)                 | 60.68               | 160,000                        | 12.22                | 41,800        | 분광법                 | SIMBAD | [ 53 ] [ 17 ] [ r ]      |
| Sk -67° 167 (대마젤란 은하의 GKK-A144에 존재)                 | 60.68               | 160,000                        | 12.586               | 41,800        | 분광법                 | SIMBAD | [ 53 ] [ 17 ] [ r ]      |
| Sk -71° 46 (대마젤란 은하의 BSDL 2242에 존재)                 | 60.68               | 160,000                        | 13.241               | 41,800        | 분광법                 | SIMBAD | [ 53 ] [ 17 ] [ s ]      |
| 브레이 10 (대마젤란 은하의 NGC 1770에 존재)                   | 60                  | 165,000                        | 12.69                | 117,000       | 항성진화 모델          | SIMBAD | [ 26 ] [ 21 ]            |
| 브레이 94 A (대마젤란 은하의 NGC 2081에 존재)                 | 60                  | 165,000                        | 12.996 (연성계 전체) | 83,000        | 항성진화 모델          | SIMBAD | [ 26 ] [ 17 ] [ e ]      |
| 브레이 95a A (대마젤란 은하의 NGC 2081에 존재)                | 60                  | 165,000                        | 12.2 (연성계 전체)   | 83,000        | 항성진화 모델          | SIMBAD | [ 26 ] [ 75 ] [ e ]      |
| HSH95-55 (대마젤란 은하의 타란툴라 성운에 존재)               | 60                  | 163,000                        | 14.74                | 47,500        | 항성진화 모델          | SIMBAD | [ 22 ] [ 6 ]             |
| 머서 30-7 A (드래곤피쉬 성운의 머서 30에 존재하는 WR 46-5 A)  | 60                  | 40,000                         | 11.516 (J 대역)      | 41,400        | 항성진화 모델          | SIMBAD | [ 44 ] [ g ] [ e ]       |
| R134 (대마젤란 은하의 타란툴라 성운에 존재)                   | 60                  | 164,000                        | 12.75                | 39,800        | 분광법                 | SIMBAD | [ 9 ] [ 6 ]              |
| R142 (대마젤란 은하의 타란툴라 성운에 존재)                   | 60                  | 164,000                        | 11.82                | 18,000        | 분광법                 | SIMBAD | [ 62 ] [ 6 ]             |
| R143 (대마젤란 은하의 타란툴라 성운에 존재)                   | 60                  | 160,000                        | 12.014               | 18,000–36,000 | 항성진화 모델          | SIMBAD | [ 51 ] [ 17 ]            |
| Sk -69° 142a (대마젤란 은하의 NGC 1983에 존재)                | 60                  | 160,000                        | 11.093               | 34,000        | 항성진화 모델          | SIMBAD | [ 51 ] [ 54 ]            |
| Sk -69° 259 (대마젤란 은하의 NGC 2081에 존재)                 | 60                  | 160,000                        | 11.93                | 23,000        | 항성진화 모델          | SIMBAD | [ 26 ] [ 21 ]            |
| Var 83 (삼각형자리 은하에 존재)                               | 60                  | 3,000,000                      | 16.027               | 18,000–37,000 | 항성진화 모델          | SIMBAD | [ 76 ] [ 77 ]            |
| VFTS 430 (대마젤란 은하의 타란툴라 성운에 존재)               | 60                  | 164,000                        | 15.11                | 24,500        | 분광법                 | SIMBAD | [ 62 ] [ 6 ]             |

비교 목적으로 질량이 60 M☉ 미만인 몇 가지 유명한 큰 별이 아래 표에 표시되어 있으며 매우 가깝지만 목록에 포함하기에는 너무 작은 태양으로 끝난다. 현재 나열된 모든 별은 육안으로 볼 수 있으며 비교적 가까이 있다.
| 항성 이름                                                                | 질량 (M☉, 태양 = 1) | 대략 태양계로부터의 거리(광년) | 겉보기등급          | 유효온도 (K) | 분석 방식     | 링크   | 참고문헌                |
| ------------------------------------------------------------------------ | ------------------- | ------------------------------ | ------------------- | ------------ | ------------- | ------ | ----------------------- |
| 나오스 (돛자리 분자 능선의 돛자리 R2에 존재)                             | 56.1                | 1,080                          | 2.25                | 40,000       | 분광법        | SIMBAD | [ 69 ] [ 13 ] [ t ]     |
| 세페우스자리 람다 (세페우스자리 OB3에 존재하는 폭주성)                   | 51.4                | 3,100                          | 5.05                | 36,000       | 분광법        | SIMBAD | [ 69 ] [ 13 ]           |
| 큰개자리 타우 Aa (NGC 2362에 존재)                                       | 50                  | 5,120                          | 4.89                | 32,000       | 항성진화 모델 | SIMBAD | [ 78 ] [ 13 ]           |
| 파리자리 세타 Ab (센타우루스자리 OB1에 존재)                             | 44                  | 7,400                          | 5.53 (연성계 전체)  | 33,000       | 항성진화 모델 | SIMBAD | [ 79 ] [ 13 ]           |
| 알닐람 (오리온자리 복합체의 오리온자리 OB1에 존재)                       | 40                  | 2,000                          | 1.69                | 27,500       | 항성진화 모델 | SIMBAD | [ 80 ] [ 13 ]           |
| 오리온자리 세타2 A (오리온자리 복합체의 오리온자리 OB1에 존재)           | 39                  | 1,500                          | 5.02                | 34,900       | 항성진화 모델 | SIMBAD | [ 81 ] [ 82 ]           |
| 기린자리 알파 (NGC 1502에 존재하는 폭주성)                               | 37.6                | 6,000                          | 4.29                | 29,000       | 항성진화 모델 | SIMBAD | [ 83 ] [ 13 ]           |
| 백조자리 P (백조자리 OB1의 IC 4996에 존재)                               | 37                  | 5,100                          | 4.82                | 18,700       | 분광법        | SIMBAD | [ 84 ] [ 13 ] [ u ]     |
| 전갈자리 제타1 (전갈자리 OB1의 NGC 6231에 존재)                          | 36                  | 8,210                          | 4.705               | 17,200       | 분광법        | SIMBAD | [ 35 ] [ 85 ]           |
| 알니탁 Aa (오리온자리 복합체의 오리온자리 OB1에 존재)                    | 33                  | 1,260                          | 2.08                | 29,500       | 항성진화 모델 | SIMBAD | [ 86 ]                  |
| 오리온자리 세타1 C1 (오리온자리 복합체의 사다리꼴성단에 존재)            | 33                  | 1,340                          | 5.13 (연성계 전체)  | 39,000       | 항성진화 모델 | SIMBAD | [ 87 ] [ 13 ]           |
| 카시오페이아자리 카파 (카시오페아자리 OB14에 존재)                       | 33                  | 4,000                          | 4.16                | 23,500       | 항성진화 모델 | SIMBAD | [ 88 ] [ 13 ]           |
| 작각자자리 뮤 (NGC 6169에 존재)                                          | 33                  | 3,260                          | 4.91                | 28,000       | 분광법        | SIMBAD | [ 89 ] [ 13 ]           |
| 용골자리 에타 B (용골자리 성운의 트럼플러 16에 존재)                     | 30                  | 7,500                          | 4.3 (연성계 전체)   | 37,200       | Binary        | SIMBAD | [ 90 ] [ 43 ]           |
| 돛자리 감마2 B (돛자리 OB2에 존재)                                       | 28.5                | 1,230                          | 1.83 (연성계 전체)  | 35,000       | 항성진화 모델 | SIMBAD | [ 91 ] [ 13 ]           |
| 메이사 A (오리온자리 복합체의 콜린더 69에 존재)                          | 27.9                | 1,100                          | 3.54                | 37,700       | 분광법        | SIMBAD | [ 89 ] [ 92 ]           |
| 멘키브 (페르세우스자리 OB2의 NGC 1499에 존재)                            | 26.1                | 1,200                          | 4.04                | 35,000       | 항성진화 모델 | SIMBAD | [ 83 ] [ 13 ]           |
| WR 79a (전갈자리 OB1의 NGC 6231에 존재)                                  | 24.4                | 5,600                          | 5.77                | 35,000       | 분광법        | SIMBAD | [ 89 ] [ 13 ]           |
| 민타카 Aa1 (오리온자리 복합체의 오리온자리 OB1에 존재)                   | 24                  | 1,200                          | 2.5 (연성계 전체)   | 29,500       | 항성진화 모델 | SIMBAD | [ 93 ] [ 94 ]           |
| 하트샤 Aa1 (오리온자리 복합체의 NGC 1980에 존재)                         | 23.1                | 1,340                          | 2.77 (연성계 전체)  | 32,500       | 항성진화 모델 | SIMBAD | [ 95 ] [ 96 ]           |
| 남십자자리 카파 (센타우루스자리 OB1의 보석상자 성단에 존재)              | 23                  | 7,500                          | 5.98                | 16,300       | 항성진화 모델 | SIMBAD | [ 97 ] [ 64 ]           |
| WR 78 (전갈자리 OB1의 NGC 6231에 존재)                                   | 22                  | 4,100                          | 6.48                | 50,100       | 분광법        | SIMBAD | [ 31 ] [ 32 ]           |
| 큰개자리 오미크론2 (콜린더 121에 존재)                                   | 21.4                | 2,800                          | 3.043               | 15,500       | 항성진화 모델 | SIMBAD | [ 89 ] [ 13 ]           |
| 리겔 A (오리온자리 복합체의 오리온자리 OB1에 존재)                       | 21                  | 860                            | 0.13                | 12,100       | 항성진화 모델 | SIMBAD | [ 98 ] [ 13 ]           |
| 알루드라 (콜린더 121에 존재)                                             | 21                  | 2,000                          | 2.45                | 15,000       | 항성진화 모델 | SIMBAD | [ 88 ] [ 13 ]           |
| 땅꾼자리 제타 (전갈자리 OB2의 상부 전갈자리 성협에 존재)                 | 20.2                | 370                            | 2.569               | 34,000       | 항성진화 모델 | SIMBAD | [ 83 ] [ 13 ]           |
| 오리온자리 웁실론 (오리온자리 복합체의 오리온자리 OB1에 존재)            | 20                  | 2,900                          | 4.618               | 33,400       | 항성진화 모델 | SIMBAD | [ 99 ] [ 100 ]          |
| 오리온자리 시그마 Aa (오리온자리 복합체의 오리온자리 OB1에 존재)         | 18                  | 1,260                          | 4.07 (연성계 전체)  | 35,000       | 분광법        | SIMBAD | [ 101 ] [ 102 ]         |
| 비둘기자리 뮤 (사다리꼴성단에 존재하는 폭주성)                           | 16                  | 1,300                          | 5.18                | 33,000       | 분광법        | SIMBAD | [ 103 ] [ 13 ]          |
| 사이프 (오리온자리 복합체의 오리온자리 OB1에 존재)                       | 15.5                | 650                            | 2.09                | 26,500       | 항성진화 모델 | SIMBAD | [ 104 ] [ 13 ]          |
| 백조자리 시그마 (백조자리 OB4에 존재)                                    | 15                  | 3,260                          | 4.233               | 10,800       | 항성진화 모델 | SIMBAD | [ 105 ] [ 106 ]         |
| 용골자리 세타 A (전갈자리 OB2의 IC 2602에 존재)                          | 14.9                | 460                            | 2.76 (연성계 전체)  | 31,000       | 항성진화 모델 | SIMBAD | [ 89 ] [ 107 ]          |
| 오리온자리 세타2 B (오리온자리 복합체의 오리온자리 OB1에 존재)           | 14.8                | 1,500                          | 6.38                | 29,300       | 분광법        | SIMBAD | [ 108 ]                 |
| 페르세우스자리 제타 (페르세우스자리 OB2에 존재)                          | 14.5                | 750                            | 2.86                | 20,800       | 항성진화 모델 | SIMBAD | [ 104 ] [ 13 ]          |
| 오리온자리 시그마 B (오리온자리 복합체의 오리온자리 OB1에 존재)          | 14                  | 1,260                          | 4.07 (연성계 전체)  | 31,000       | 분광법        | SIMBAD | [ 101 ] [ 102 ]         |
| 미르잠 (전갈자리 OB2의 국부 거품에 존재)                                 | 13.5                | 490                            | 1.985               | 23,200       | 항성진화 모델 | SIMBAD | [ 109 ] [ 110 ]         |
| 페르세우스자리 엡실론 A (페르세우스자리 알파 성단에 존재)                | 13.5                | 640                            | 2.88 (연성계 전체)  | 26,500       | 항성진화 모델 | SIMBAD | [ 111 ] [ 112 ]         |
| 하트샤 Aa2 (오리온자리 복합체의 NGC 1980에 존재)                         | 13.1                | 1,340                          | 2.77 (연성계 전체)  | 27,000       | 항성진화 모델 | SIMBAD | [ 95 ] [ 96 ]           |
| 드슈바 A (전갈자리 OB2의 상부 전갈자리 성협에 존재)                      | 13                  | 440                            | 2.307 (연성계 전체) | 27,400       | 항성진화 모델 | SIMBAD | [ 113 ] [ 114 ]         |
| 오리온자리 시그마 Ab 오리온자리 복합체의 오리온자리 OB1에 존재           | 13                  | 1,260                          | 4.07 (연성계 전체)  | 29,000       | 분광법        | SIMBAD | [ 101 ] [ 102 ]         |
| 파리자리 세타 Aa (센타우루스자리 OB1에 존재하는 WR 48)                   | 11.5                | 7,400                          | 5.53 (연성계 전체)  | 83,000       | 분광법        | SIMBAD | [ 115 ] [ 13 ]          |
| 돛자리 감마2 A (돛자리 OB2에 존재하는 WR 11)                             | 9                   | 1,230                          | 1.83 (연성계 전체)  | 57,000       | 분광법        | SIMBAD | [ 91 ] [ 13 ]           |
| 땅꾼자리 로 A (전갈자리 OB2의 땅군자리 로 분자운 복합체에 존재)          | 8.7                 | 360                            | 4.63 (연성계 전체)  | 22,000       | 항성진화 모델 | SIMBAD | [ 89 ] [ 13 ]           |
| 벨라트릭스 (오리온자리 복합체의 벨라트릭스 성단에 존재)                  | 7.7                 | 250                            | 1.64                | 21,800       | 항성진화 모델 | SIMBAD | [ 116 ] [ 13 ]          |
| 안타레스 B (전갈자리 OB2의 루프 I 거품에 존재)                           | 7.2                 | 550                            | 5.5                 | 18,500       | 항성진화 모델 | SIMBAD | [ 117 ] [ 92 ]          |
| 황소자리 람다 A (물고기자리-에리다누스자리 성류에 존재)                  | 7.18                | 480                            | 3.47 (연성계 전체)  | 18,700       | 항성진화 모델 | SIMBAD | [ 118 ] [ 119 ]         |
| 페르세우스자리 델타 (페르세우스자리 알파 성단에 존재)                    | 7                   | 520                            | 3.01                | 14,900       | 항성진화 모델 | SIMBAD | [ 89 ] [ 107 ]          |
| 페르세우스자리 프시 (페르세우스자리 알파 성단에 존재)                    | 6.2                 | 580                            | 4.31                | 16,000       | 항성진화 모델 | SIMBAD | [ 89 ] [ 13 ]           |
| 피콕 (항성) Aa (큰부리새자리-시계자리 성협에 존재)                       | 5.91                | 180                            | 1.94                | 17,700       | 항성진화 모델 | SIMBAD | [ 120 ] [ 96 ]          |
| 알키오네 (항성) A (플레이아데스 성단에 존재)                             | 5.9                 | 440                            | 2.87 (연성계 전체)  | 12,300       | 항성진화 모델 | SIMBAD | [ 121 ] [ 13 ]          |
| 뮬리파인 (콜린더 121에 존재)                                             | 5.6                 | 440                            | 4.1                 | 13,600       | 항성진화 모델 | SIMBAD | [ 89 ] [ 122 ]          |
| 돛자리 오미크론 (전갈자리 OB2의 IC 2391에 존재)                          | 5.5                 | 490                            | 3.6                 | 16,200       | 항성진화 모델 | SIMBAD | [ 123 ] [ 107 ]         |
| 물병자리 오미크론 (물고기자리-에리다누스자리 성류에 존재)                | 4.2                 | 440                            | 4.71                | 13,500       | 항성진화 모델 | SIMBAD | [ 124 ] [ 125 ]         |
| 화로자리 누 (물고기자리-에리다누스자리 성류에 존재)                      | 3.65                | 370                            | 4.69                | 13,400       | 항성진화 모델 | SIMBAD | [ 126 ] [ 13 ]          |
| 에리다누스자리 피 (큰부리새자리-시계자리 성협에 존재)                    | 3.55                | 150                            | 3.55                | 13,700       | 항성진화 모델 | SIMBAD | [ 120 ] [ 127 ]         |
| 카멜레온자리 에타 (전갈자리 OB2의 카멜레온자리 에타 운동성단에 존재)     | 3.2                 | 310                            | 5.453               | 12,500       | 항성진화 모델 | SIMBAD | [ 128 ] [ 64 ]          |
| 카멜레온자리 엡실론 (전갈자리 OB2의 카멜레온자리 엡실론 운동성단에 존재) | 2.87                | 360                            | 4.91                | 10,900       | 항성진화 모델 | SIMBAD | [ 129 ] [ 107 ]         |
| 물병자리 타우1 (물고기자리-에리다누스자리 성류에 존재)                   | 2.68                | 320                            | 5.66                | 10,600       | 항성진화 모델 | SIMBAD | [ 130 ] [ 131 ]         |
| 물뱀자리 엡실론 (큰부리새자리-시계자리 성협에 존재)                      | 2.64                | 150                            | 4.12                | 11,000       | 항성진화 모델 | SIMBAD | [ 130 ] [ 132 ]         |
| 큰부리새자리 베타 (큰부리새자리-시계자리 성협에 존재)                    | 2.5                 | 140                            | 4.37                | 10,600       | 항성진화 모델 | SIMBAD | [ 89 ] [ 92 ]           |
| 태양 (태양계에 존재)                                                     | 1                   | 0.0000158                      | −26.744             | 5,772        | 표준          | IAU    | [ 133 ] [ 134 ] [ 135 ] |

1. ↑  일부 방법의 경우 화학 조성을 다르게 결정하면 질량 추정치가 달라진다.
2. ↑  쌍성의 경우 케플러의 행성운동법칙을 사용하여 궤도 운동을 조사함으로써 두 별의 개별 질량을 측정하는 것이 가능하다.
3. ↑  무거운 별에서 발생하는 슈퍼윈드는 행성상성운을 형성하는 점근거성가지성에서 발생하는 슈퍼윈드와 유사하다. 이 별들의 잔해는 행성상 성운의 (엄밀하게는 별이 아닌) 백색왜성 핵이 된다.
4. ↑  잔해의 예시에 대해서는 극초신성과 초신성 잔해 참조
5. 1 2 3 4 5 6 7 8 9 10 11 12 13 14 15  쌍성계지만 동반성이 주성에 비해 매우 가볍다.
6. ↑  이 특이한 방식의 측정값은 NGC 3603 내 천체 3개가 상호작용하던 중 이 항성이 계를 이탈했다는 가정하에 나온 것이다. 이 항성은 천체 3개 중 근접쌍성 두 개가 하나로 합쳐진 것이다. 이 값은 이론상 비슷한 질량의 항성이 진화과정을 겪었다고 가정했을 때의 잔여질량과 일치한다.
7. 1 2 3 4 5 6  머서 30은 드래곤피쉬 성운의 산개성단이다.
8. ↑  N64은 대마젤란 은하의 방출성운이다.
9. ↑  BSDL 1830은 대마젤란 은하의 성단이다.
10. ↑  BSDL 2527은 대마젤란 은하의 성단이다.
11. ↑  BSDL 2505는 대마젤란 은하의 성단이다.
12. ↑  DEM S10은 소마젤란 은하의 H II 영역이다.
13. ↑  보훔 10은 용골자리 성운의 산개성단이다.
14. ↑  N135는 대마젤란 은하의 방출성운이다.
15. ↑  N70은 대마젤란 은하의 방출성운이다.
16. ↑  DEM L294는 대마젤란 은하의 H II 영역이다.
17. ↑  DEM S80은 소마젤란 은하의 H II 영역이다.
18. 1 2  GKK-A144는 대마젤란 은하의 성협이다.
19. ↑  BSDL 2242는 대마젤란 은하의 성단이다.
20. ↑  돛자리 R2는 돛자리 분자 능선의 OB 성협이다.
21. ↑  IC 4996은 백조자리 OB1의 산개성단이다.

## 블랙홀
블랙홀은 무거운 별의 진화의 종점이며 엄밀히 말하면 그들은 핵융합을 통해 더 이상 열과 빛을 생성하지 않기 때문에 별이 아니다. 일부 블랙홀은 우주론적 기원을 갖고 있을 수 있는데 그렇다면 결코 별이었던 적이 없을 것이며 이는 초대질량 블랙홀의 경우 특히 가능성이 높은 것으로 생각된다.
- 항성질량 블랙홀은 약 4-15 M☉인 물체다.
- 중간질량 블랙홀의 범위는 100-10,000 M☉이다.
- 초대질량 블랙홀은 수백만 또는 수십억 M☉ 범위에 있다.

## 같이 보기
- 가까운 별 목록
- 갈색왜성 목록
- 겉보기 등급순 별 목록
- 광도 순 항성 목록
- 극대거성
- 반지름 순 별 목록
- 밝은 청색변광성
- 볼프-레이에별
- 유효온도가 높은 항성 목록
- 질량이 작은 별 목록
- 초거성
- 항성 목록